# Шамы (Черниговская область)
Шамы (укр. Шами) — село в Козелецком районе Черниговской области Украины. Население 80 человек. Занимает площадь 0,373 км².
Код КОАТУУ: 7422080606. Почтовый индекс: 17003. Телефонный код: +380 4646.

## Власть
Орган местного самоуправления — Белейковский сельский совет. Почтовый адрес: 17004, Черниговская обл., Козелецкий р-н, с. Белейки, ул. Довженко, 18.